# مايك كروغر
مايك كروغر (بالألمانية: Mike Krüger )‏ (و. 1951  م) هو ممثل هزلي، ومقدم تلفزيوني، وكاتب سيناريو ألماني، ولد في أولم.

## وصلات خارجية
- مايك كروغر على موقع IMDb (الإنجليزية)
- مايك كروغر على موقع مونزينجر (الألمانية)
- مايك كروغر على موقع ألو سيني (الفرنسية)
- مايك كروغر على موقع ميوزك برينز (الإنجليزية)
- مايك كروغر على موقع أول موفي (الإنجليزية)
- مايك كروغر على موقع أول ميوزيك (الإنجليزية)
- مايك كروغر على موقع ديسكوغز (الإنجليزية)
- مايك كروغر على موقع قاعدة بيانات الفيلم (الإنجليزية)
- مايك كروغر على موقع كينوبويسك (الروسية)